# Дадбурзмір
Дадбурзмір або Дадмір (перс. دادمهر; помер 734) — незалежний правитель Табаристану.